# باغ أصفهانوئية (غلزار بردسير)
باغ أصفهانوئية (بالفارسية: باغ اصفهانوئیه) هي قرية تقع في إيران في البلدة المركزية. يقدر عدد سكانها بـ 110 نسمة .